# Georgia Guidestones
Il Georgia Guidestones era un monumento in granito situato nella contea di Elbert, in Georgia, Stati Uniti d'America. Su otto delle superfici maggiori era inciso un messaggio composto da dieci "regole", o consigli, in otto lingue moderne, una per ogni superficie.
La struttura, detta a volte la Stonehenge americana, è stata più volte oggetto di polemiche in quanto, secondo alcuni sostenitori di teorie del complotto, le iscrizioni sulla sua superficie sarebbero i principi sui quali si fonderebbe la teoria del Nuovo ordine mondiale.
Il monumento è stato demolito per motivi di sicurezza il 6 luglio 2022, dopo che un'esplosione di origine dolosa, causata da ignoti, ne aveva compromesso la stabilità.

## Storia
Nel giugno del 1979 uno sconosciuto sotto lo pseudonimo di R.C. Christian ingaggiò la ditta Elberton Granite Finishing Company per realizzare la struttura. Un'ipotesi popolare è che lo pseudonimo sia stato un tributo al leggendario fondatore del rosacrocianesimo, Christian Rosenkreuz, del XIV secolo. Il monumento venne inaugurato nel marzo 1980, alla presenza di 100 persone. Un altro resoconto specifica la data del 22 marzo e dice che assistettero 400 persone. All'inaugurazione del monumento, un sacerdote locale ha proclamato che il monumento è «per le cerimonie degli adoratori del Sole, per il culto del diavolo». 
Alcuni gruppi cristiani hanno parlato dell'opera di un satanista mentre altri legano lo pseudonimo R.C. Christian al movimento dei Rosacroce.
Nel 2008 le pietre furono sfregiate da ignoti con vernice al poliuretano e segnate da slogans come "Morte al Nuovo Ordine Mondiale". La rivista statunitense Wired ha descritto lo sfregio come «il primo serio atto di vandalismo nella storia delle Guidestones». Nel giugno del 2010 il danno venne completamente riparato. La contea di Elbert decise di installare a tutela due telecamere di sorveglianza.

## Geografia
Il Georgia Guidestones si trovava sulla sommità di una collina nella contea di Elbert in Georgia, circa 145 chilometri a est di Atlanta, 72 chilometri da Athens. Le pietre erano rizzate su un rilievo poco distante dall'autostrada 77 (Hartwell Highway), ed erano visibili dalla strada.
Ci sono alcuni piccoli cartelli ai lati dell'autostrada recanti la scritta Guidestones Rd. indicano l'uscita per il monumento, che era collocato a 220 metri dall'autostrada, nel punto più elevato della contea.

## Caratteristiche

### Forma e dimensioni
Il monumento era alto quasi 6 metri, ed era realizzato con sei lastre di granito pesanti in tutto circa 107 tonnellate. Un pilastro a sezione rettangolare ritto al centro, con quattro lastre equidistanti disposte verticalmente attorno in forma di "X" slargata, mentre su tutte era posta una lastra rettangolare di copertura, che si appoggiava al centro sul pilastro e ai quattro vertici sulle lastre verticali. La struttura era allineata astronomicamente. Su una lastra aggiuntiva, posta giacente al suolo a ovest, e a breve distanza dalla struttura principale, erano incise alcune note sulla storia e lo scopo del monumento.

### Prerogative astronomiche
Le quattro pietre maggiori erano orientate in base alla migrazione annuale del Sole. Nel pilastro centrale ad altezza d'uomo c'era un foro con un percorso obliquo verso l'alto, che puntava alla Stella Polare. Più in basso una fessura allineata coi solstizi e gli equinozi solari. Uno spiraglio di 22 millimetri aperto nella pietra sommitale permetteva il passaggio, durante tutto l'anno all'arrivo del mezzogiorno, di un raggio di luce che si proiettava su un lato del pilastro centrale, in modo da indicare il giorno dell'anno.

### La proprietà del sito
La proprietà del sito non è chiara. Secondo quanto afferma la Georgia Mountain Travel Association, "Le Georgia Guidestones sono nella fattoria di Mildred e Wayne Mullenix...". Il sistema del registro informatico della Elbert County mostra poi che il terreno delle Guidestones è stato acquistato il 1º ottobre 1979.

## Le iscrizioni
Sulle lastre del Georgia Guidestones erano incisi tre gruppi di scritte. Uno era il messaggio vero e proprio in dieci "regole", il secondo, più breve, era una esortazione ad applicare le regole suddette, inciso sui bordi della lastra di copertura in quattro lingue antiche, mentre il terzo era un insieme di informazioni sul monumento e il suo scopo.

### Primo gruppo
Il primo gruppo era quello inciso sulle facciate dei quattro lastroni verticali. Consisteva in dieci linee guida o direttive, espresse in otto lingue, una per ognuna delle otto superfici complessive. Girando attorno alla struttura in senso orario a partire dal Nord, i linguaggi erano: inglese, spagnolo, swahili, hindi, ebraico, arabo, cinese e russo.
Ecco il testo tradotto in italiano:
Mantieni l'Umanità sotto i 500.000.000 in perenne equilibrio con la natura.
Guida saggiamente la riproduzione, migliorando salute e diversità.
Unisci l'Umanità con una nuova lingua viva.
Domina passione, fede, tradizione e tutte le cose con la sobria ragione.
Proteggi popoli e nazioni con giuste leggi e tribunali imparziali.
Lascia che tutte le nazioni si governino internamente, e risolvi le dispute esterne in un tribunale mondiale.
Evita leggi poco importanti e funzionari inutili.
Bilancia i diritti personali con i doveri sociali.
Apprezza verità, bellezza e amore, ricercando l'armonia con l'infinito.
Non essere un cancro sulla terra, lascia spazio alla natura, lascia spazio alla natura.

### Secondo gruppo
Sui quattro bordi a vista della lastra di copertura della struttura era inciso un ulteriore breve messaggio nelle quattro lingue antiche: babilonese, greco antico, sanscrito, e geroglifici egizi.
Traduzione: "Lascia che queste pietre-guida conducano a un'era della ragione."

### Terzo gruppo
Il terzo gruppo di messaggi era inciso sulla "Tavola esplicativa". Poco discosto dal monumento, sul lato a ovest, una tavoletta di granito incassata a livello del suolo identificava la struttura e le lingue dell'iscrizione, ne riportava lo schema, ne elencava le dimensioni, il peso, l'orientamento astronomico, la data della posa in opera e gli sponsor del progetto. L'iscrizione parlava anche del seppellimento di una capsula del tempo sotto la tavoletta, ma gli spazi riservati sulla lastra per la data del suo seppellimento e del giorno in cui dovrà essere riportata alla luce sono stati lasciati vuoti, così non è chiaro se la capsula del tempo sia mai stata davvero sepolta. I lati della tavola erano orientati ai quattro punti cardinali e l'iscrizione iniziava dal lato rivolto al nord. Il testo completo di questa tavola è riportato più sotto, ma è forse importante notare che vi è qualche errore di punteggiatura e ortografia (come "pseudonyn" invece di "pseudonym"), che potrebbero far pensare a un autore non di madrelingua inglese, oppure semplicemente a inaccuratezza nella realizzazione. L'ortografia, la punteggiatura e la disposizione del testo sono riportate tal quali.
Ai quattro bordi della lastra, in un piccolo circolo, c'era una lettera indicante il punto cardinale (N, S, E, O).
Alla sommità c'era scritto:
THE GEORGIA GUIDESTONES
CENTER CLUSTER ERECTED MARCH 22 1980
Traduzione: "Le pietre-guida della Georgia. Il blocco centrale è stato eretto il 22 marzo 1980."
Subito sotto era inciso un quadrato, lungo i cui bordi erano allineati i nomi di quattro lingue antiche, una per lato. A partire dall'alto e in senso orario, esse sono: babilonese cuneiforme, greco classico, sanscrito, geroglifici egiziani. All'interno del quadrato era scritto:
LET THESE BE
GUIDESTONES
TO AN AGE
OF REASON
Traduzione: "Che queste pietre-guida conducano a un'era della ragione."
Sul lato sinistro della lastra c'era la seguente colonna di testo:
ASTRONOMIC FEATURES
1. CHANNEL THROUGH STONE
INDICATES CELESTIAL POLE.
2. HORIZONTAL SLOT INDICATES
ANNUAL TRAVEL OF SUN.
3. SUNBEAM THROUGH CAPSTONE
MARKS NOONTIME THROUGHOUT
THE YEAR

AUTHOR: R. C. CHRISTIAN
(A PSEUDONYN) [sic]

SPONSORS: A SMALL GROUP
OF AMERICANS WHO SEEK
THE AGE OF REASON

TIME CAPSULE
PLACED SIX FEET BELOW THIS SPOT
ON
TO BE OPENED ON
Traduzione: "Caratteristiche astronomiche: 1. Il canale che attraversa la pietra indica il polo celeste. 2. La fessura orizzontale indica il percorso annuale del sole. 3. Il raggio di sole che attraversa la pietra sommitale segna il mezzogiorno durante l'anno. - Autore: R.C. Christian (pseudonimo). - Sponsors: Un piccolo gruppo di americani che cercano l'Era della Ragione. - Capsula del tempo: Posta sei piedi [circa 1,8 metri] sotto questo punto, il ..., da aprire il ..."
Sotto il titolo "Capsula del tempo" le parole apparivano proprio così, senza date incise.
Sul lato destro della lastra c'era la seguente colonna di testo:
PHYSICAL DATA
1. OVERALL HEIGHT - 19 FEET 3 INCHES
2. TOTAL WEIGHT - 237, 746 POUNDS
3. FOUR MAJOR STONES ARE 16 FEET,
FOUR INCHES HIGH, EACH WEIGHING
AN AVERAGE OF 42, 437 POUNDS.
4. CENTER STONE IS 16 FEET, FOUR-
INCHES HIGH; WEIGHS 20, 957
POUNDS.
5. CAPSTONE IS 9 FEET, 8-INCHES
LONG; 6 FEET, 6-INCHES WIDE;
1-FOOT, 7-INCHES THICK. WEIGHS
24,832 POUNDS.
6. SUPPORT STONES (BASES) 7-FEET,
4 INCHES LONG 2 FEET WIDE.
1-FOOT, 4 INCHES THICK, EACH
WEIGHING AN AVERAGE OF 4, 875
POUNDS.
7. SUPPORT STONE (BASE) 4-FEET,
2 1/2 INCHES LONG, 2 FEET, 2-INCHES
WIDE; 1-FOOT, 7-INCHES THICK.
WEIGHT 2,707 POUNDS.
8. 951 CUBIC FEET GRANITE.
9. GRANITE QUARRIED FROM PYRAMID
QUARRIES LOCATED 3 MILES WEST
OF ELBERTON, GEORGIA.
Traduzione:
"Dati fisici - 1. Altezza totale 5,9 metri. - 2. Peso totale 107 tonnellate. - 3. Le quattro pietre più grandi sono alte 5 metri, ognuna pesa mediamente 19,25 tonnellate. - 4. La pietra centrale è alta 5 metri, e pesa 9,5 tonnellate. - 5. La pietra sommitale è lunga 2,9 metri, larga 1,95 metri, spessa 17 centimetri, pesa 11 tonnellate. - 6. Le pietre di appoggio (basi) sono lunghe 2,2 metri, larghe 61 centimetri, spesse 10 centimetri e pesano mediamente 2,2 tonnellate. - 7. La pietra di appoggio (base) è lunga 1,27 metri, larga 66 centimetri, spessa 45 centimetri e pesa 1,27 tonnellate. - 8. 26,9 metri cubici di granito. - 9. Granito estratto dalle cave della piramide situata 4,8 chilometri a ovest di Elberton, Georgia."
Dopo queste due colonne di testo, sotto il titolo centrale, Guidestone languages (lingue della Pietra-guida), c'era una piantina del monumento. Lungo gli otto lati delle grandi pietre verticali c'era il nome delle otto lingue moderne usate, cominciando dal nord e in senso orario, esse sono: inglese, spagnolo, swahili, hindi, ebraico, arabo, cinese, russo.
In basso al centro della tavola c'era il seguente testo:
ADDITIONAL INFORMATION AVAILABLE AT ELBERTON GRANITE MUSEUM & EXHIBIT
COLLEGE AVENUE
ELBERTON, GEORGIA
Traduzione: "Maggiori informazioni [sono] disponibili presso l'Elberton Granite Museum, College Avenue, Georgia."

## Le critiche ed il dibattito
L'artista Yōko Ono e altri hanno elogiato il messaggio delle Guidestones, mentre gruppi cristiani ne parlano come de "i Dieci Comandamenti dell'Anticristo". Inoltre molti, vedono nell'invito a mantenere la popolazione mondiale al di sotto dei 500 milioni di abitanti, una vera e propria apologia al genocidio perché la vita umana viene posta in secondo posto rispetto alla natura.
Le guidestones sono diventate oggetto di interesse per coloro che colgono i segni dei tempi, come una prossima fine del mondo. Uno di essi di nome Mark Dice, ha chiesto che le Guidestones «siano frantumate in un milione di pezzi, e che le macerie siano usate per una costruzione», sostenendo che le Guidestones sono "di origine profondamente satanica", dato il loro contenuto che esorta al genocidio e che R.C. Christian appartiene a "una società segreta Luciferiana" correlata al Nuovo ordine mondiale.
L'interpretazione che ha riscosso il maggior consenso è quella secondo cui le pietre descrivono i concetti basilari su cui fondare la ricostruzione di una civiltà devastata. Brad Meltzer ha notato che le pietre furono erette nel 1979, al picco della Guerra Fredda, e avrebbero potuto essere destinate a sopravvissuti di una eventuale Terza guerra mondiale; il suggerimento di mantenere la popolazione al di sotto dei 500 milioni di abitanti potrebbe essere stato dato assumendo che i sopravvissuti a tale conflitto sarebbero già stati ridotti al di sotto di tale numero.